# Diest
Diest este un oraș din regiunea Flandra din Belgia. 